# Jasmine Nocentini
Jasmine Nocentini (Padua, 22 de mayo de 2002) es una deportista italiana que compite en natación. Ganó cuatro medallas en el Campeonato Europeo de Natación en Piscina Corta de 2023, oro en 4 × 50 m estilos mixto, plata en 4 × 50 m estilos y 4 × 50 m libre mixto y bronce en 50 m braza.

## Palmarés internacional
| Campeonato Europeo en Piscina Corta | Campeonato Europeo en Piscina Corta | Campeonato Europeo en Piscina Corta | Campeonato Europeo en Piscina Corta |
| Año                                 | Lugar                               | Medalla                             | Prueba                              |
| ----------------------------------- | ----------------------------------- | ----------------------------------- | ----------------------------------- |
| 2023                                | Otopeni (Rumania)                   | Medalla de oro                      | 4 × 50 m estilos mixto              |
| 2023                                | Otopeni (Rumania)                   | Medalla de plata                    | 4 × 50 m estilos                    |
| 2023                                | Otopeni (Rumania)                   | Medalla de plata                    | 4 × 50 m libre mixto                |
| 2023                                | Otopeni (Rumania)                   | Medalla de bronce                   | 50 m braza                          |